# Sixto Barrera
Sixto Barrera (Lima, 17 de septiembre de 1983) es un deportista peruano que practica la lucha grecorromana. Tiene 41 años. Estudió la carrera de Educación Física en la Universidad Nacional Mayor de San Marcos. Ganó la medalla de plata en el Campeonato Panamericano de Lucha 2007 en los Estados Unidos obteniendo la clasificación a los Juegos Olímpicos de Pekín 2008. En este torneo fue el abanderado de la delegación peruana en la ceremonia de apertura.

## Trayectoria

### Juegos Olímpicos
- Pekín 2008: 11.º lugar.

### Juegos Panamericanos
- Río de Janeiro 2007: 2.º lugar.

### Campeonato Panamericano de Lucha
- Colorado Springs 2008: 1.º lugar.

### Juegos Sudamericanos
- Argentina 2006: 1.º lugar.

### Juegos Bolivarianos
- Colombia 2005: 1.º lugar.
- Bolivia 2009: 2.º lugar.[1]